# Празас
Пра́зас (кат. Prades, вимова літературною каталанською [pɾaðəs], альтернативні назви — Прадас, Прадес) — муніципалітет, розташований в Автономній області Каталонія, в Іспанії. Код муніципалітету за номенклатурою Інституту статистики Каталонії — 431166. Знаходиться у районі (кумарці) Баш-Камп (коди району — 08 та BC) провінції Таррагона, згідно з новою адміністративною реформою перебуватиме у складі баґарії (округи) Камп-да-Таррагона.

## Назва муніципалітету
Назва муніципалітету походить від лат. prata.

## Населення
Населення міста (у 2007 р.) становить 649 осіб (з них менше 14 років — 10,6 %, від 15 до 64 — 65 %, понад 65 років — 24,3 %). У 2006 р. народжуваність склала 4 особи, смертність — 7 осіб, зареєстровано 2 шлюби. У 2001 р. активне населення становило 235 осіб, з них безробітних — 19 осіб.
Серед осіб, які проживали на території міста у 2001 р., 491 народилися в Каталонії (з них 334 особи у тому самому районі, або кумарці), 56 осіб приїхало з інших областей Іспанії, а 14 осіб приїхало з-за кордону.
Вищу освіту має 9,4 % усього населення.
У 2001 р. нараховувалося 234 домогосподарства (з них 31,2 % складалися з однієї особи, 29,5 % з двох осіб,17,5 % з 3 осіб, 14,1 % з 4 осіб, 5,6 % з 5 осіб, 2,1 % з 6 осіб, 0 % з 7 осіб, 0 % з 8 осіб і 0 % з 9 і більше осіб).
Активне населення міста у 2001 р. працювало у таких сферах діяльності: у сільському господарстві — 11,1 %, у промисловості — 8,8 %, на будівництві — 17,6 % і у сфері обслуговування — 62,5 %.
У муніципалітеті або у власному районі (кумарці) працює 138 осіб, поза районом — 94 особи.

### Безробіття
У 2007 р. нараховувалося 16 безробітних (у 2006 р. — 9 безробітних), з них чоловіки становили 43,8 %, а жінки — 56,2 %.

## Економіка

### Підприємства міста

#### Роздрібна торгівля
| \| Підприємства роздрібної торгівлі міста, за сферою діяльності \| Підприємства роздрібної торгівлі міста, за сферою діяльності \| Підприємства роздрібної торгівлі міста, за сферою діяльності \| \| Рік \| 2002 р. \| 2001 р. \| \| ------------------------------------------------------------ \| ------------------------------------------------------------ \| ------------------------------------------------------------ \| \| Продукти харчування \| 40 % \| 37,5 % \| \| Одяг та взуття \| 13,3 % \| 12,5 % \| \| Товари для дому \| 0 % \| 0 % \| \| Книги та періодичні видання \| 6,7 % \| 6,2 % \| \| Промислова хімічна продукція \| 13,3 % \| 12,5 % \| \| Продукція, пов'язана з транспортними засобами \| 0 % \| 0 % \| \| Інше \| 26,7 % \| 31,2 % \| \| Усього підприємств \| 15 \| 16 \| |         |         |
| Підприємства роздрібної торгівлі міста, за сферою діяльності |         |         |
| Рік | 2002 р. | 2001 р. |
| Продукти харчування | 40 %    | 37,5 %  |
| Одяг та взуття | 13,3 %  | 12,5 %  |
| Товари для дому | 0 %     | 0 %     |
| Книги та періодичні видання | 6,7 %   | 6,2 %   |
| Промислова хімічна продукція | 13,3 %  | 12,5 %  |
| Продукція, пов'язана з транспортними засобами | 0 %     | 0 %     |
| Інше | 26,7 %  | 31,2 %  |
| Усього підприємств | 15      | 16      |

#### Сфера послуг
| \| Підприємства міста, що працюють у сфері послуг, за діяльністю \| Підприємства міста, що працюють у сфері послуг, за діяльністю \| Підприємства міста, що працюють у сфері послуг, за діяльністю \| \| Рік \| 2002 р. \| 2001 р. \| \| ------------------------------------------------------------- \| ------------------------------------------------------------- \| ------------------------------------------------------------- \| \| Гуртова торгівля \| 5,6 % \| 5,9 % \| \| Готелі та готельний бізнес \| 44,4 % \| 52,9 % \| \| Транспорт та зв'язок \| 11,1 % \| 11,8 % \| \| Посередницькі фінансові послуги \| 8,3 % \| 8,8 % \| \| Послуги підприємствам \| 0 % \| 0 % \| \| Послуги фізичним особам \| 16,7 % \| 11,8 % \| \| Нерухомість та ін. \| 13,9 % \| 8,8 % \| \| Усього підприємств \| 36 \| 34 \| |         |         |
| Підприємства міста, що працюють у сфері послуг, за діяльністю |         |         |
| Рік | 2002 р. | 2001 р. |
| Гуртова торгівля | 5,6 %   | 5,9 %   |
| Готелі та готельний бізнес | 44,4 %  | 52,9 %  |
| Транспорт та зв'язок | 11,1 %  | 11,8 %  |
| Посередницькі фінансові послуги | 8,3 %   | 8,8 %   |
| Послуги підприємствам | 0 %     | 0 %     |
| Послуги фізичним особам | 16,7 %  | 11,8 %  |
| Нерухомість та ін. | 13,9 %  | 8,8 %   |
| Усього підприємств | 36      | 34      |

## Житловий фонд
У 2001 р. 13,7 % усіх родин (домогосподарств) мали житло метражем до 59 м2, 36,3 % — від 60 до 89 м2, 31,6 % — від 90 до 119 м2 і
18,4 % — понад 120 м2.
З усіх будівель у 2001 р. 18,7 % було одноповерховими, 50,9 % — двоповерховими, 25,6 % — триповерховими, 4,6 % — чотириповерховими, 0,2 % — п'ятиповерховими, 0 % — шестиповерховими,
0 % — семиповерховими, 0 % — з вісьмома та більше поверхами.

## Автопарк
| \| Автомобілі, зареєстровані у місті, за призначенням \| Автомобілі, зареєстровані у місті, за призначенням \| Автомобілі, зареєстровані у місті, за призначенням \| \| Рік \| 2006 р. \| 2005 р. \| \| -------------------------------------------------- \| -------------------------------------------------- \| -------------------------------------------------- \| \| Приватні автомобілі \| 59,4 % \| 60,2 % \| \| Мотоцикли \| 9,7 % \| 9,9 % \| \| Вантажівки \| 24,9 % \| 24 % \| \| Трактори \| 0,4 % \| 0,4 % \| \| Автобуси та ін. \| 5,6 % \| 5,5 % \| \| Усього автомобілів \| 503 шт. \| 487 шт. \| |         |         |
| Автомобілі, зареєстровані у місті, за призначенням |         |         |
| Рік | 2006 р. | 2005 р. |
| Приватні автомобілі | 59,4 %  | 60,2 %  |
| Мотоцикли | 9,7 %   | 9,9 %   |
| Вантажівки | 24,9 %  | 24 %    |
| Трактори | 0,4 %   | 0,4 %   |
| Автобуси та ін. | 5,6 %   | 5,5 %   |
| Усього автомобілів | 503 шт. | 487 шт. |

## Вживання каталанської мови
У 2001 р. каталанську мову у місті розуміли 98,7 % усього населення (у 1996 р. — 99,6 %), вміли говорити нею 89,7 % (у 1996 р. — 96,6 %), вміли читати 89,1 % (у 1996 р. — 93,5 %), вміли писати 67 % (у 1996 р. — 66,7 %). Не розуміли каталанської мови 1,3 %.

## Політичні уподобання
У виборах до Парламенту Каталонії у 2006 р. взяло участь 336 осіб (у 2003 р. — 386 осіб). Голоси за політичні сили розподілилися таким чином:
| \| Вибори до Парламенту Каталонії \| Вибори до Парламенту Каталонії \| Вибори до Парламенту Каталонії \| \| Рік \| 2006 р. \| 2003 р. \| \| -------------------------------------- \| ------------------------------ \| ------------------------------ \| \| Конвергенція та Єднання (CiU) \| 36,9 % \| 41,2 % \| \| Соціалістична партія Каталонії (PSC) \| 27,7 % \| 27,2 % \| \| Народна партія (PP) \| 3,6 % \| 3,1 % \| \| Ініціатива за Каталонію — Зелені (ICV) \| 6,2 % \| 3,6 % \| \| Республіканська лівиця Каталонії (ERC) \| 24,7 % \| 24,4 % \| \| Громадяни — Громадянська партія (C's) \| 0 % \| 0 % \| \| Інші \| 0,9 % \| 0,5 % \| |         |         |
| Вибори до Парламенту Каталонії |         |         |
| Рік | 2006 р. | 2003 р. |
| Конвергенція та Єднання (CiU) | 36,9 %  | 41,2 %  |
| Соціалістична партія Каталонії (PSC) | 27,7 %  | 27,2 %  |
| Народна партія (PP) | 3,6 %   | 3,1 %   |
| Ініціатива за Каталонію — Зелені (ICV) | 6,2 %   | 3,6 %   |
| Республіканська лівиця Каталонії (ERC) | 24,7 %  | 24,4 %  |
| Громадяни — Громадянська партія (C's) | 0 %     | 0 %     |
| Інші | 0,9 %   | 0,5 %   |

У муніципальних виборах у 2007 р. взяло участь 410 осіб (у 2003 р. — 421 особа). Голоси за політичні сили розподілилися таким чином:
| \| Муніципальні вибори \| Муніципальні вибори \| Муніципальні вибори \| \| Рік \| 2007 р. \| 2003 р. \| \| -------------------------------------- \| ------------------- \| ------------------- \| \| Конвергенція та Єднання (CiU) \| 42,9 % \| 47 % \| \| Соціалістична партія Каталонії (PSC) \| 36,3 % \| 53 % \| \| Народна партія (PP) \| 0 % \| 0 % \| \| Ініціатива за Каталонію — Зелені (ICV) \| 0 % \| 0 % \| \| Республіканська лівиця Каталонії (ERC) \| 20,7 % \| 0 % \| \| Громадяни — Громадянська партія (C's) \| 0 % \| 0 % \| \| Інші \| 0 % \| 0 % \| |         |         |
| Муніципальні вибори |         |         |
| Рік | 2007 р. | 2003 р. |
| Конвергенція та Єднання (CiU) | 42,9 %  | 47 %    |
| Соціалістична партія Каталонії (PSC) | 36,3 %  | 53 %    |
| Народна партія (PP) | 0 %     | 0 %     |
| Ініціатива за Каталонію — Зелені (ICV) | 0 %     | 0 %     |
| Республіканська лівиця Каталонії (ERC) | 20,7 %  | 0 %     |
| Громадяни — Громадянська партія (C's) | 0 %     | 0 %     |
| Інші | 0 %     | 0 %     |